# Antropologia filozoficzna
Antropologia filozoficzna (filozofia człowieka) – dział filozofii zajmujący się człowiekiem: jego naturą, bytem osobowym, działalnością i wyjaśnieniem jego miejsca we Wszechświecie, przyrodzie oraz społeczeństwie.
Choć antropologia filozoficzna jako osobna dyscyplina pojawiła się dość późno, bo około 1900 roku, zagadnienia dotyczące człowieka podejmowano od początków myśli ludzkiej. Analizy z zakresu antropologii wyróżnić można w ramach każdej myśli czy systemu filozoficznego.

## Starożytność
Platon rozumiał człowieka jako byt duchowy, duszę; ciało miało dla niego znaczenie drugorzędne. W duszy człowieka można wyróżnić trzy części: rozumną, gniewliwą oraz pożądliwą. Według niego, część rozumna powinna władać człowiekiem a pozostałe dwie powinny być jej podporządkowane. Dusza istniała przed ciałem, a ciało jest dla niej więzieniem.
Arystoteles rozumiał człowieka jako jedność duszy i ciała. Ciało jest materią, a dusza formą człowieka. Arystoteles przeprowadził wiele szczegółowych badań na temat psychiki człowieka, jego emocjonalności.
Antropologia filozoficzna Augustyna z Hippony (354-430) zakładała dualizm ontologiczny osoby ludzkiej. Naturę człowieka według niego tworzy duchowa, niematerialna dusza i materialne ciało. Są one ze sobą najściślej zjednoczone jak małżeństwo: ciało twoje jest twoją małżonką – caro tua, coniux tua. Ciało ludzkie, mimo iż ma naturę zwierzęcą, jest dla Augustyna integralną częścią natury człowieka. O ważności ludzkiego ciała dla ludzkiej natury świadczy to, że Augustyn określa człowieka jako stworzenie rozumne śmiertelne (łac. animal rationale mortale). Mimo iż przede wszystkim dusza stanowi o godności ludzkiej człowieka, obydwa elementy – ciało i dusza – tworzą jego naturę. Augustyn pisał o tym m.in. w późnym, napisanym po 421 r. dziełku O należnej trosce o zmarłych, Biskup Hippony podkreślił tam, że ciało nie jest, jak np. ubranie czy obrączka, czymś zewnętrznym wobec natury człowieka. Martwe ciało jest czymś zdecydowanie droższym niż pamiątki po zmarłym, gdyż należy do samej natury człowieka (łac. ad ipsam naturam hominis pertinet):

Nie należy zatem lekceważyć i porzucać ciał zmarłych, szczególnie w przypadku osób sprawiedliwych oraz wiernych. Jako narzędziami i naczyniami Duch bowiem posługiwał się nimi święcie do wszelkiego dobrego dzieła. Jeśli ojcowskie szaty i obrączka, i tym podobne, stają się później tym droższe, im większe jest ku rodzicom uczucie, w żaden sposób same ciała nie powinny być lekceważone. Nosimy je bowiem jako bliższe nam i bardziej złączone z nami, niż jakiekolwiek odzienie. Są one bowiem nie dla ozdoby albo by stanowić jakąś zewnętrzną pomoc, lecz należą do samej natury człowieka.

Antropologia Augustyna miała charakter teocentryczny, Bóg był dla niego ostatecznym celem i szczęściem człowieka. W strukturze duszy rozumnej biskup Hippony wyodrębnił trzy władze: «umysł-samopoznanie-miłość», w których wzajemnym odniesieniu dostrzegł obraz Trójcy Świętej – (łac.) imago Dei. Dusza jest z natury zdolna do więzi z Bogiem – (łac.) jest capax Dei, która możliwa jest jednak jedynie jako inicjatywa Boga i Jego dar.
Boecjusz (480-524) sformułował koncepcję osoby jako indywidualna substancja o naturze rozumnej – (łac.) rationalis naturae individua substantia.

## Średniowiecze
Ważnym tematem refleksji mistycznej opata Bernarda z Clairvaux były zagadnienia antropologiczne, zwłaszcza antropologii teologicznej, m.in.: samopoznanie, obraz Boży w człowieku, wolna wola, miłość, przebóstwienie, i związek człowieka z historią zbawienia. Bernard komentował wyrażenie z Księgi Rodzaju 1,26, mówiące o stworzeniu człowieka na obraz i podobieństwo Boga. Najważniejszym elementem tworzącym obraz Boży w człowieku jest jego wolność – wolność od konieczności, oraz wolność od przymusu. Obraz ten zachowuje w sobie także człowiek w stanie grzechu, gdyż także on, choć w sposób ograniczony i osłabiony, poprzez wolę zjednoczoną z rozumem aż do końca życia posiada zdolność wyboru (por. De gratia et libero arbitrio 3,6; PL 182, 1004D). Podobieństwo człowieka do Boga polega na tym, że pragnie on dóbr wyższych (łac. appetens supernorum). Jednak człowiek, w wyniku grzechu pierworodnego, z własnej woli odwrócił się od spraw Bożych i zwrócił ku dobrom ziemskim. Zachowując obraz utracił podobieństwo Boga. Jego dusza stała się niepodobna do Boga (łac. anima dissimilis Deo) i też niepodobna do siebie – bo obraz, który jest niewierny wobec prawzoru, nie jest też podobny do siebie (Sermones super Cantica Canticorum 80-82; PL 183, 1166D-1180D).
Św. Tomasz z Akwinu przedstawił bogatą koncepcję człowieka, głównie w oparciu o poglądy Arystotelesa. Człowiek oprócz swojej istoty posiada akt istnienia, czyniący jego istotę realną, właśnie istniejącą. Jest osobą. Dusza ludzka jest formą ciała. W człowieku są obecne trzy sfery: biologiczna, psychiczna i duchowa. Człowiek posiada jedenaście podstawowych rodzajów uczuć, które należą do sfery psychicznej. W sferze intelektualnej obecny jest intelekt oraz wola.
Zob. Poglądy antropologiczne Tomasza z Akwinu

## Nowożytność
Kartezjusz głosił dualizm w ontologii i antropologii. Według niego człowiek składa się z duszy (res cogitans) i ciała (res extensa). Kant uważał, iż człowiek poznaje tylko fenomeny, natomiast rzecz sama w sobie jest dla niego niepoznawalna. Rozróżnił rozsądek i rozum.

## Współczesność

### Koncepcja człowieka i kultury według Gehlena i Plessenera
W XX wieku w Niemczech antropologia filozoficzna rozumiana była przez niektórych filozofów jako sposób filozofowania. Można wśród nich wyróżnić Maxa Schelera (Miejsce człowieka w Kosmosie 1928), Helmutha Plessnera (Pytanie o conditio humana) i Arnolda Gehlena (Człowiek. Jego natura i jego miejsce w świecie 1940).
Człowiek – zwierzę ludzkie – rodzi się za wcześnie i nie jest gotowy żyć samodzielnie zaraz po urodzeniu, jak zwierzęta – wymaga długiej opieki rodzicielskiej nim się w pełni ukształtuje. I dlatego natura ukierunkowuje go na rozwój kulturowy, przez co człowiek jest bardziej elastyczny i nie ogranicza swego życia do czystej biologii (Gehlen).
Człowiek, jak i zwierzęta, ma poczucie własnych granic i własnego centrum, ale w odróżnieniu od nich ma też samoświadomość. Jest ona możliwa dzięki wyprojektowaniu własnego centrum na zewnątrz ciała – czyli spojrzeniu na siebie z zewnątrz i ujrzeniu własnego obrazu. Człowiek więc ze swej natury jest ekscentrykiem (ex-centrykiem – od ex, czyli na zewnątrz). Ten ogląd siebie z zewnątrz, czyli samoświadomość właśnie (świadomość siebie), jest możliwy dzięki temu, że człowiek od początku jest obiektem intensywnych zabiegów rodzicielskich i jest wynikiem spojrzenia nań własnych opiekunów – jest to swoiste wchodzenie w oko matki (człowiek uczy się oglądać siebie oczami innych). Człowiek samouprzedmiotawia siebie – uczy się swojej tożsamości na podstawie tego, jak sam siebie widzi. Tożsamość zatem nie tkwi w naturze człowieka, ale jest to efekt identyfikacji z własnym obrazem. Ta identyfikacja jest aktem nietrwałym i zmiennym – podlega ciągłej rekonstrukcji i dlatego właśnie możliwa jest kultura (Plessner).
Kultura tworzy się jako system autoidentyfikacji – oko człowieka nie tylko widzi, ale również jest twórcze – konstruuje obraz, z którym się utożsamia, albo i nie – wtedy tworzy następne obrazy i widzi się inaczej niż dotychczas. Kultura to seria obrazów i w swej istocie jest nietrwała, jak i te obrazy – ulega ciągłym przemianom, tak jak i ciągle zmienia się autoidentyfikacja. Kultura więc nie jest, jak natura, czymś stałym i niezmiennym. Kultura musi z istoty swojej ewoluować.
Wszystko co tworzy kultura ma na celu dopasowanie człowieka do życia w naturze. Ale nie jest to proces skończony i zawsze pozostanie jakiś element niedookreślenia. Właśnie w tym niedopasowaniu tkwi źródło kulturowej dynamiki. Człowiek nigdy do końca nie jest zadowolony ze swojego obrazu (obrazu siebie), gdyż obraz ten nie jest (i nie może być) naturalny. I tutaj różnią się poglądy:
- Plessnera (podejście konserwatywno-liberalne), który uważał, że człowiek może i zmienia kulturę;
- Gehlena (podejście tradycjonalistyczne i konserwatywne), który uważał, że człowiek nie może zmieniać kultury, bo jest do niej przypisany. Kultura jest absolutem, który rządzi życiem człowieka i jest on wobec niej bezsilny. Według niego wszelka próba majsterkowania przy niej jest bezsensowna, bo prowadzi do zagrożenia – życia w nieznanym świecie, do którego nie jesteśmy przystosowani.

Jednak w obu tych podejściach kultura jest niezbędna do życia – jest naturalnym światem człowieka.

## Inni znani antropolodzy filozoficzni
René Girard, Gernot Böhme

## Antropologia filozoficzna orientu
Filozofia zajmująca się kwestiami natury człowieka, jego bytem osobowym, działalnością, wyjaśnieniem jego miejsca we wszechświecie, przyrodzie i społeczeństwie już od starożytności jest obecna w społeczeństwach orientu. Przykładem tego jest buddyzm tybetański, gdzie stosuje się zarówno nurty filozoficzne pochodzenia indo-tybetańskiego (np. madhjamaka), jak i metody doświadczalne (np. osiem wielkich systemów praktyk, które posłużyły do opisania procesu umierania).